# ジメタザン
ジメタザン(Dimethazan)は、カフェインやテオフィリンと関連するキサンチン系の覚醒剤である。鎮静効果及び呼吸刺激効果も持ち、抗うつ薬として販売されている。